# Abra del Acay

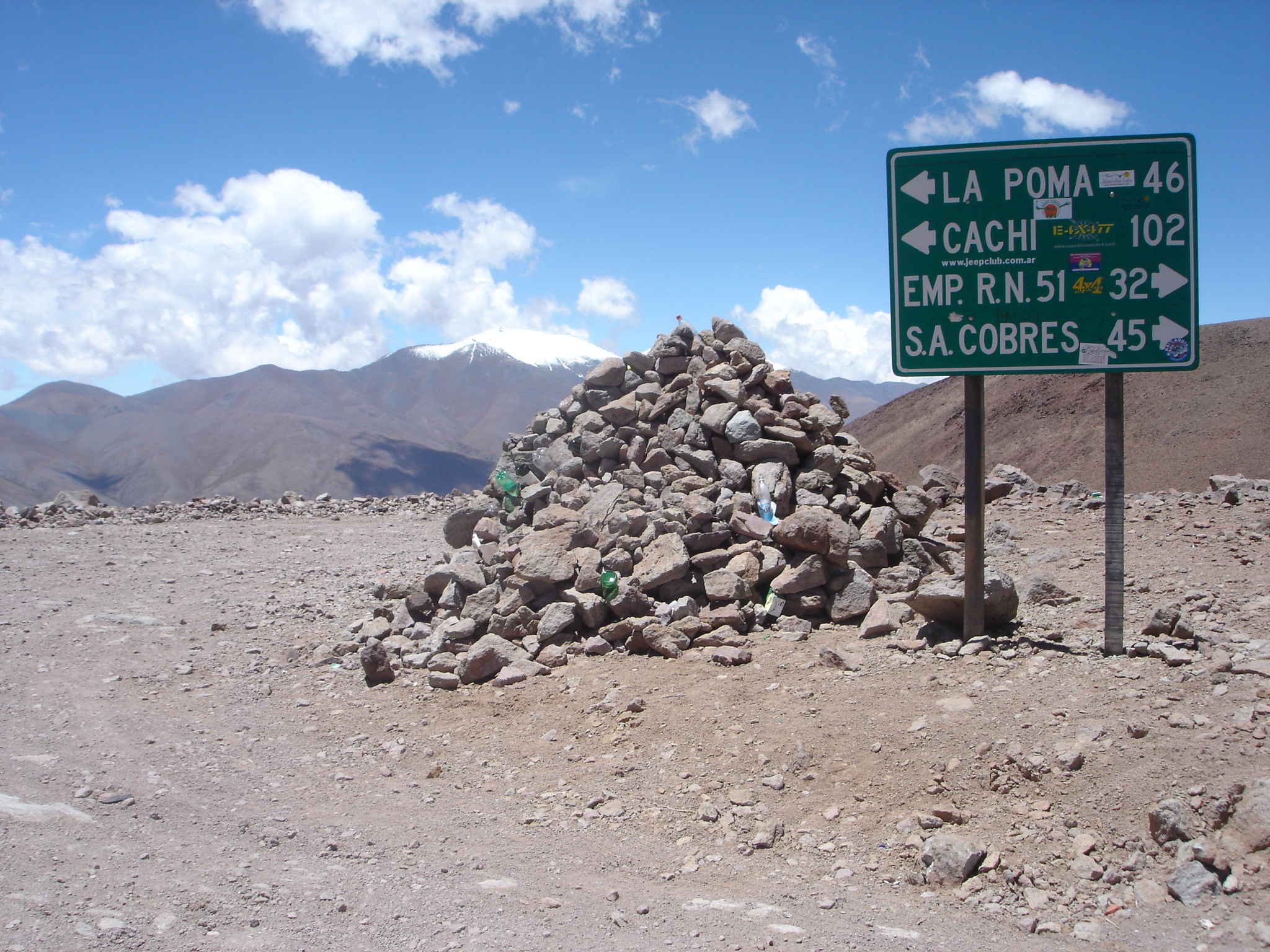
Cartel de distancias desde el Abra. De fondo, cimas nevadas de los volcanes Gemelos.

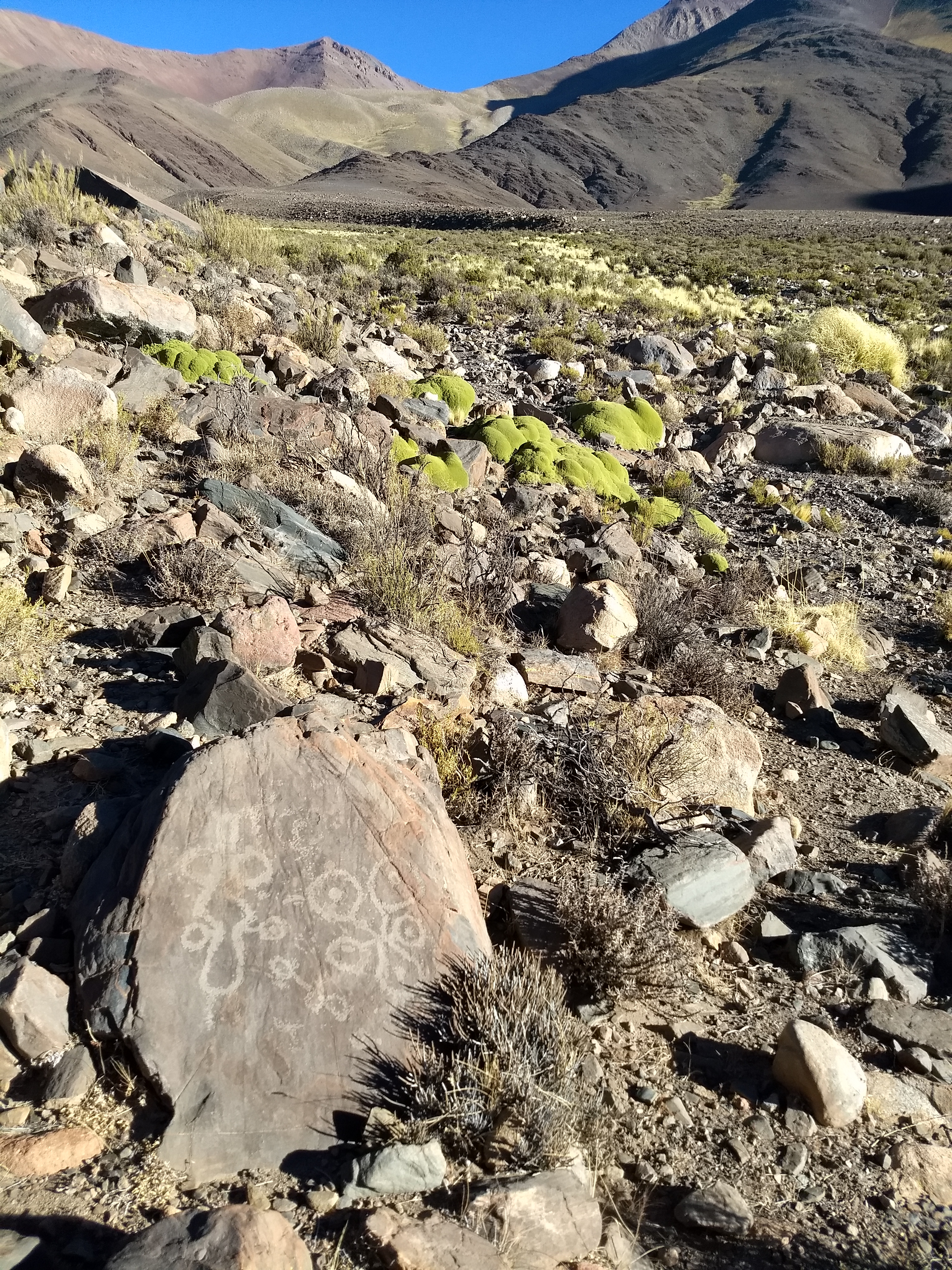
Petroglifos, ubicados al pie del nevado El Acay. Salta. Argentina

El abra del Acay, o también conocido como "nido del viento blanco", se encuentra ubicado en el departamento La Poma, en la provincia de Salta, en la región noroeste de la Argentina. Por este paso de montaña corre la mítica ruta nacional 40, la que alcanza allí —en el km 4601— su punto de mayor altitud, que es de 4895 m s. n. m.
A fin de preservar un ambiente natural representativo de la alta montaña y de gran belleza paisajística, fue declarado como monumento natural provincial por ley n.º 6808 sancionada el 9 de noviembre de 1995.

## Características
Situado en la ladera occidental del nevado de Acay —de casi 6000 m s. n. m. (19 685 pies), se ubica a 45 km al sudeste de San Antonio de los Cobres, a 46 km de la localidad de La Poma, y a 231 km de la ciudad de Salta.
Se encuentra a una altura superior al pico más alto de la Unión Europea: el Mont Blanc de 4810,45 m s. n. m. (15 782 pies), la montaña granítica culminante de los Alpes. 
Este paso de montaña une la puna con el valle Calchaquí superior haciendo de este recorrido algo único en su tipo, pasando desde las frías y áridas montañas de la cordillera, a un valle rico en aguas de deshielo que bajan de picos superiores a 5500 m s. n. m. (18 044 pies), a verdes campos de cultivos y cerros rojizos.
El abra del Acay es el punto más alto de la mítica Ruta Nacional 40, la más famosa de la República Argentina por recorrer su territorio longitudinalmente, iniciándose en La Quiaca, Provincia de Jujuy hasta el cabo Vírgenes, Provincia de Santa Cruz, con una extensión total de 4874 km.
De la pared sur del nevado de Acay descienden las aguas de deshielo que luego toman la forma del río Calchaquí, cuya cuenca es la más larga de toda la Argentina, ya que posteriormente desemboca en el río Juramento y se convierte más adelante en el río Salado.

## Historia
Este paso es un hito de altura; se construyó en la década de 1960, iniciándose los trabajos en el año 1957. Se inauguró el 8 de julio de 1960 luego de tres años de construcción, enlazando las planicies de la puna con los valles Calchaquíes. Para ello se siguió el trazado del antiguo camino inca, el mismo que se recorrió en las expediciones de los conquistadores Diego de Almagro y Juan de Matienzo, faldeando las laderas del Nevado de Acay.

## Polémica sobre su altitud

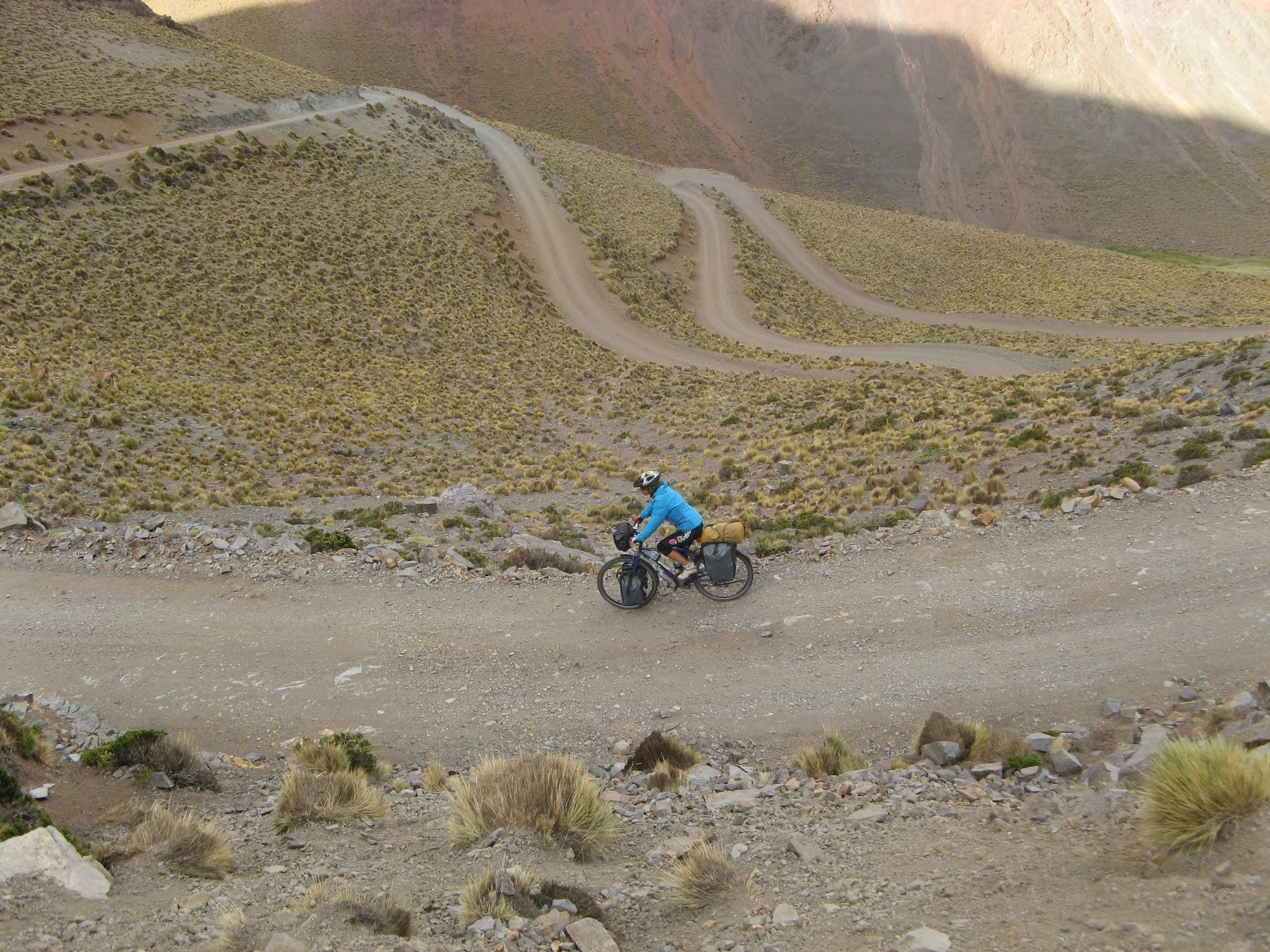
Ciclismo en el Abra del Acay, también llamado "El Aconcagua de los ciclistas" o "La Apacheta más alta de los Andes".

Su altitud exacta es aún un tema de debate, debido a que por la altura en que se encuentra hubo gran variedad de mediciones. Si bien su antiguo y obsoleto cartel informa tan solo 4895 m s. n. m. (16 059 pies), algunas personas piensan que 5061 m s. n. m. (16 604 pies) sea su verdadera altura.

## Clima
Cuando las condiciones climáticas lo permiten, desde el paso se posee una vista de 360° desde donde puede divisarse: hacia el noreste, el nevado de Chañi; hacia el norte, las Salinas Grandes y la laguna de Guayatayoc; al noroeste el volcán Tuzgle que se yergue cercano a San Antonio de los Cobres. Hacia el poniente, el volcán Quehuar; hacia el sur, las fuentes del río y el nacimiento del valle Calchaquí; y hacia el este (al alcance de la mano), la cima suave del nevado del Acay cuya altura alcanza los 5781 m s. n. m. (18 966 pies).
En el punto más alto de la carretera se encuentran los carteles indicadores y una apacheta de costumbre incaica que es montículo de piedras, a manera de altar, erigido en honor a la Pachamama o madre tierra donde se dejan ofrendas y en el que se pide que se aparten las desgracias (chiknis) del camino del viajero y salud para poder seguir viaje.

## Transitabilidad

Abra del Acay forma parte del circuito turístico de la Ruta nacional 40.

De camino consolidado, este tramo de la Ruta Nacional 40 no se encuentra pavimentado siendo apta sólo para vehículos todoterreno (4x4), a excepción de algunos meses del año en que las condiciones meteorológicas y de mantenimiento permiten el tránsito de vehículos normales (tracción 4x2).
La pendiente promedio de la carretera es de aproximadamente 4.5% y la reducción de oxígeno debido a la altura hacen de este un cruce difícil tanto para vehículos como para las personas que la transitan.
Si bien son muchos los ciclistas que se animan a realizar esta travesía (cicloraidismo o ciclismo de altura), esta se torna dificultosa debida a sus subidas abruptas y fuertes vientos que se originan durante todo el año.
El tráfico que la atraviesa es prácticamente nulo. En épocas de lluvia existen deslizamientos de tierra que dificultan el paso de los vehículos pudiendo cortar la ruta en varios puntos quedando intransitable temporariamente. Este camino de montaña de gran altitud es una ruta sinuosa, trazado al borde de precipicios.; durante su recorrido deben atravesarse pequeños ríos y, en invierno, el intenso frío y las nevadas hacen su paso algo complicado.

## Formación geológica
El Abra del Acay es el borde de una estructura volcánica de más de 10 km de largo denominada Negra Muerta, en cuyo interior nace el Río Calchaquí. Las rocas volcánicas tienen más de 7 millones de años, de composiciones muy variables (andesitas a riolitas). Desde el abra al Norte derraman lavas dacíticas y depósitos de corrientes piroclásticas riolíticas. En el interior de la estructura, aún se observan los conductos originales (de más de 200 m de diámetro) y diques que alimentaron la erupción. A medida que el sistema volcánico fue enfriándose, los fluidos y gases circulantes colectaron metales depositándolos como venas y diseminados de cobre. La ruta 40 desciende por su interior y permite ver el interior de un sistema volcánico complejo.

## Otros puntos geográficos de interés
Pasos de montaña cercanos a Abra del Acay mayores a 4000 msnm (13 123 pies) donde se practica cicloturismo de altura o cicloraidismo
- Abra de Ingañan (4750 m s. n. m.)
- Abra de Gallo (4630 m s. n. m.)
- Abra Alto Chorrillos (4551 m s. n. m.)
- Abra del Lizoite (4536 m s. n. m.) -límite interprovincial de Salta y Jujuy-
- Abra de Ovejería (4207 m s. n. m.)
- Abra de Zenta (4200 m s. n. m.)
- Abra de Reyes —límite interprovincial de Salta y Jujuy— (4200 m s. n. m.)
- Abra Muñano (4180 m s. n. m.)
- Abra del Cóndor —límite interprovincial de Salta y Jujuy— (4180 m s. n. m.)
- Abra Blanca (4080 m s. n. m.)
- Abra de Ingamayo (4000 m s. n. m.)
- Cerro Saladillo (5400 m s. n. m.)